# Кобці
Кобці́ —  село в Україні, у Фастівському районі Київської області. Населення становить 125 осіб.

## Історія
У джерелах часів Російської імперії не згадується. Перша згадка - «Населені місця Київщини» (1926) - як «хутір Копці» на 43 двори та 216 мешканців.